# Chavustepe

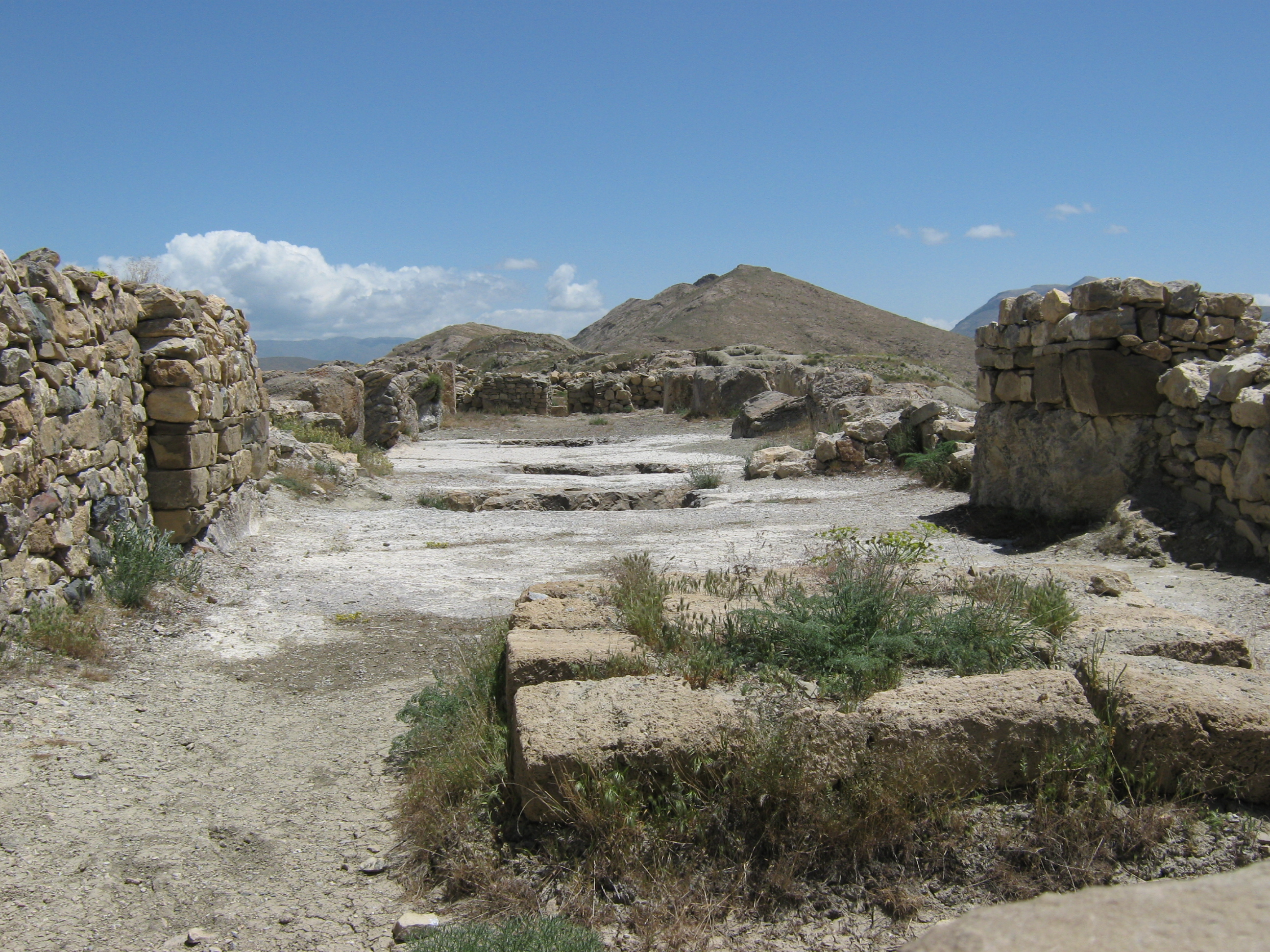
Sala do Trono

Sarduniquinili (Sardurihinilli), também conhecido como Haicaberde (em armênio: Հայկաբերդ; romaniz.: Haykaberd, lit. "Fortaleza de Haico) ou Castelo de Chavustepe (em turco: Çavuştepe Kalesi), é um antigo sítio fortificado urartiano localizado numa cordilheira na extremidade nordeste da vila de Chavustepe no distrito de Gurpenar da província de Vã no leste da Turquia. Está localizado aproximadamente 25 quilômetros a sudeste de Vã ao longo da estrada que leva à cidade de Cacari, em um vale antes conhecido como Haiots Zor na Armênia histórica. Foi fundada pelo rei Sarduri II (r. 764–735 a.C.) em algum momento durante seu reinado e acredita-se que seja idêntica à fortaleza de Sarduricurda mencionada nas inscrições cuneiformes do mesmo rei. No folclore armênio, é identificada com Haicaberde ou Haique, a fortaleza construída por Haico, o lendário fundador da nação armênia, perto do local onde matou o rei invasor da Babilônia, Belo.

## Sítio
A fortaleza se destaca pela alta qualidade de sua alvenaria, o que, na opinião de C. A. Burney, sugere que era "uma cidade rica, da qual apenas a acrópole permanece até hoje". Além da muralha ciclópica, os blocos usados na fortaleza são suavemente acabados e se encaixam perfeitamente sem o uso de argamassa. Se Sarduniquinili deve ser identificado com Sarduricurda, então está localizado perto do local de uma cidade chamada Ulcu, que as inscrições assírias dizem que Sargão II (r. 722–705 a.C.) conquistou durante sua campanha contra Urartu, embora pareça que Sarduricurda não caiu para os assírios.
Quatro inscrições cuneiformes urartianas foram descobertas em Sarduriquinilli, das quais a mais bem preservada diz o seguinte:
| “ | Este templo é dedicado ao deus Irmuxini; eu, Sarduri, filho de Arguisti, o construí num grande feito quando assumi o trono no lugar de meu pai. Sarduri fala: a rocha era sólida e nada foi construído aqui. Eu, Haldi, construí este grande templo ao deus Irmuxini e também uma grande fortaleza. Construí um canal do Gugunaini (Coxape), ergui vinhedos, arei campos; construí uma nova cidade aqui, criei grandes monumentos, estabeleci o nome de Sarduriquinili. Sarduri fala: vida e glória, bem como governo, poder, força e felicidade para Sarduri, filho de Arguisti, de Haldi, dos portões de Haldi e do deus Irmuxini. Sarduri, o rei poderoso, o grande rei, o rei de Biainili, governante da cidade de Tuspa. | ” |

Sarduriquinilli foi destruída no século VII a.C., presumivelmente pelos citas ou medos. Existem vestígios de uma ocupação medieval posterior. Em 1884, uma inscrição cuneiforme do local foi levada para Viena e publicada por D. H. Müller. Nikolai Marr e Joseph Orbeli visitaram o local em 1916 e coletaram alguns artefatos que agora estão localizados no Hermitage. Carl Friedrich Lehmann-Haupt foi o primeiro a conduzir escavações no local e a elaborar um esboço da fortaleza. C. A. Burney visitou o local em 1956 e publicou uma breve descrição e esboço da fortaleza.